# La mare (pel·lícula de 2016)
|  | Per a altres significats, vegeu «La madre». |

La mare (originalment en castellà, La madre) és una pel·lícula de coproducció hispano-romanesa dirigida i escrita pel val·lisoletà Alberto Morais, centrada en la qüestió de la maternitat i la immigració. S'ha doblat al valencià per a À Punt.

## Sinopsi
Miguel és un noi de catorze anys vigilat pels serveis socials. La seva mare, sense treball i amb una vida personal inestable, és incapaç d'ocupar-se d'ell. Per això l'obliga a buscar refugi a casa de Bogdan, un romanès que va ser amant seu i que viu en una localitat pròxima.

## Repartiment
- Javier Mendo com a Miguel, protagonista[3]
- Laia Marull - la mare.[3]
- Nieve de Medina - María.[3]
- Jorge Motos
- Ovidiu Crisan - Bogdan
- Alex Stanciu - Andrei

## Nominacions i premis
Va participar en la secció oficial del Festival Internacional de Cinema de Mont-real. i fou nominada a l'Espiga d'Or de la Seminci de 2016. Va guanyar un Premi Especial Turia als XXVI Premis Turia.

## Crítiques
- Alberto Morais entra a sac en els sentiments d'orfandat i abandó. Rocío García, EL PAÍS[7]
- El director encerta en el to, parla de la vida sense jutjar als personatges. Una pel·lícula, sòbria i seca, que impacta pel seu realisme. Días de Cine[8]
- Thriller moral i drama àrid: el cinema social del segle XXI. Paula Arantzazu, Cinemanía4[9]
- Miguel –un Javier Mendo sense cap nota impostada- és un nàufrag de l'enfonsament del sistema. Una pel·lícula implacable. Jordi Costa.[10]